# Cătălin Vraciu
Cătălin Ciprian Vraciu (sinh ngày 21 tháng 1 năm 1989) là một cầu thủ bóng đá người România thi đấu ở vị trí tiền đạo hay tiền vệ cho Aerostar Bacău.

## Sự nghiệp câu lạc bộ
Anh có màn ra mắt cấp độ chuyên nghiệp tại Liga I cho Botoșani vào ngày 21 tháng 7 năm 2013 khi đá chính trong trận đấu trước CFR Cluj.